# Pomnik Stepana Czarnieckiego w Szmańkowcach
Pomnik Stepana Czarnieckiego – pomnik upamiętniający poetę Stepana Czarneckiego znajduje się we wsi Szmańkowce na Ukrainie.
Uznany za zabytek sztuki monumentalnej o znaczeniu lokalnym (nr ochrony 2986).
Pomnik w postaci dużego krzewu wiburnum, który wygina swoje gałęzie.
Projektant – Iwan Mularczuk; inicjatorka instalacji – Nadija Prockiw. Uroczyste otwarcie nastąpiło 26 maja 1991 r. podczas pierwszego festiwalu „Czerwona kalina”.